# الإسلام في باكستان
الإسلام في باكستان الإسلام هو أكبر ديانة والدين الرسمي في جمهورية باكستان الإسلامية والتي يبلغ عدد سكانها حوالي أكثر من 190 مليون نسمة، وتمثل نسبة المسلمين الغالبية العظمى من سكان الجمهورية بنسبة تقدر من 95-97% من الشعب الباكستاني، في حين أن الباقين 3-5% هم من المسيحيين والهندوس وغيرهم، ويعد المسلمون السنة الأغلبية في حين أن الشيعة يمثلون 10% من إجمالي المسلمين، أما الأحمدية فيشكلون نسبة تقدر بحوالي 2.2% من إجمالي عدد السكان المسلمين في البلاد، وباكستان لديها ثاني أكبر عدد من الشيعة بعد إيران حيث يقدرون بين 16.5 إلى 30 مليون.

## تاريخ

### وصول الإسلام لباكستان
وصول المسلمين إلى مناطق باكستان في العصر الحديث جنبا إلى جنب مع السلالات الإسلامية اللاحقة والذي مهد الطريق لانتشار الإسلام في جنوب آسيا التي من شأنها أدت إلى تطور الدولة الحديثة في باكستان وكذلك تشكيل الأساس للحكم الإسلامي الذي سرعان ما انتشر في معظم أنحاء جنوب آسيا بعد حكم الإمبراطوريات الإسلامية المختلفة بما في ذلك الإمبراطورية الغزنوية ومملكة غوريد وسلطنة دلهي والتي سيطر عليها المغول وعلى المنطقة باكملها في الفترة بين أعوام 1526 حتى 1739، أدى ذلك إلى هجرة العديد من المسلمين (الصوفية) من الشرق الأوسط وآسيا الوسطى إلى الاستقرار في جنوب آسيا، وتحول العديد من سكان جنوب اسيا إلى الإسلام بسبب المسلمين وبالأخص الصوفية والذي أدى إلى انتشار الإسلام في جنوب آسيا.
هاجر العديد من العلماء المسلمين وباأخص الصوفية من الشرق الأوسط وآسيا الوسطى واستقروا في جنوب آسيا، وتحول العديد من المواطنين إلى الإسلام بسبب هؤلاء العلماء المسلمين، وأخذ الإسلام في الانتشار في جنوب آسيا، حيث حكمت جنوب أسيا سلطنة دلهي، وفي وقت لاحق حكمت الإمبراطورية المغولية منطقة شمال الهند، وقد جلبت سلطنة دلهي وبعد ذلك الإمبراطورية المغولية المسلمين اللاجئين والجنود والتجار والعلماء والمهندسين المعماريين والحرفيين والمعلمين والشعراء والفنانين ورجال الدين والمتصوفة من بقية العالم الإسلامي وهاجروا واستقروا في في جنوب آسيا، وفي عهد السلطان قيس الدين بلبان (1266 - 1286) دعا الآلاف من مسلمين آسيا الوسطى للجوء اليه جراء الغزو المغولي لاسيا الوسطى وإيران الشرقية.
في عهد سلطان دلهي التمش جلب الموجة الأولى من اللاجئين المسلمين الهاربين من الإبادة الجماعية آسيا الوسطى التي ارتكبتها جحافل جنكيز خان وممن جلبهم الإداريين من إيران والرسامين من الصين واللاهوتيين من سمرقند ونيسابور وبخارى والنبلاء من خوارزم والعلماء الديينيين من جميع الأراضي والحرفيين المسلمين والرجال والنساء من كل منطقة والأطباء البارعون في الطب اليوناني والفلاسفة من كل مكان.

### العصور الحديثة
حوالي 97.0% من الباكستانيين هم من المسلمين. تمتلك باكستان ثاني أكبر عدد من المسلمين في العالم بعد إندونيسيا. في باكستان، يعتقد أن دين محمد شيخ وهو أحد شيوخ الدعوة للإسلام قد نجح في تحويل نحو 108 ألف شخص من الهندوسية إلى الإسلام منذ 1989، خاصة في إقليم السند. وتشير تقارير إلى إجبار عدة مئات (أو ما يصل لألف وفقا لمصادر) من النساء والفتيات من الأقليات الدينية في باكستان سنوياً على اعتناق الإسلام.
ويتعرض السيخ في مقاطعة هانجو للضغط من أجل التحول إلى الإسلام من قبل مسؤول حكومي في عام 2017.

## وصول الإسلام مناطق باكستان
في عام 711 أرسلت الدولة الأموية جيش من العرب المسلمين بقيادة محمد بن القاسم ضد حاكم السند راجا داهر، وقد هزم جيش محمد بن القاسم حاكم السند في المحاولات الثلاث الأولى له، ثم غزا جيش المسلمين الجزء الشمالي الغربي من وادي السند من كشمير إلى بحر العرب، وفي الفترة بين أعوام 711 - 713 أرسلت الجيوش العربية من الخلافة الأموية في دمشق واحتلت السند وتقدمت إلى منطقة جنوب البنجاب واحتلت ملتان، وقد كانت الهندوسية والبوذية والشامانية الديانات البارزة في منطقة جنوب اسيا حتى غزا العرب والأتراك المسلمين المنطقة خلال القرن السابع الميلادي، وعلى مدى قرون التالية أخذت مكانة الإسلام بالكبر ما دفع السكان الهندوس والبوذيين إلى الدخول للإسلام.

## الإسلام والحركات الباكستانية
كان الشاعر والفيلسوف المسلم محمد إقبال أول من اقترح فكرة وجود دولة إسلامية في شمال غرب جنوب آسيا في خطابه أمام العصبة الإسلامية في مدينة الله أباد عام 1930، وأشار اقتراحه إلى تقسيم هذه الدولة إلى أربع محافظات هي البنجاب والسند وبلوشستان والشمال الغربي والتي أصبحت حدود جمهوية باكستان، أعطيت فكرة إقبال شكل ملموس لشعبين في جنوب آسيا على أساس الدين وهم الشعب الإسلامي واشعب الهندوسي مع مختلف الخلفيات التاريخية والعادات الاجتماعية والثقافات والأعراف الاجتماعية.
كان الإسلام ذو أساس قوي لخلق وتوحيد دولة مستقلة، وقد ورد عن محمد إقبال عام 1937 في رسالة يقول : بعد دراسة طويلة ومتأنية للقوانين والشريعة الإسلامية وصلت إلى استنتاج أنه إذا فهمت هذه الشريعة بشكل صحيح وطبقت ففي نهاية المطاف تستطيع العيش ونستطيع تأمينه لكل الجسم ولكن إنفاذ وتطوير الشريعة الإسلامية يستحيل في هذا البلد دون دولة حرة مسلمة، لقد كانت هذه قناعتي الصادقة لسنوات عديدة وما زلت أعتقد أن هذا هو السبيل الوحيد لحل مشكلة الخبز للمسلمين وكذلك لتأمين الهند السلمية.
ولكن قبل ثلاثة أيام من إنشاء باكستان فقط جعل محمد علي جناح التزام مختلف وأخذ بالالتزام بالقيم العلمانية في باكستان، وفي خطاب تنصيبه قال : سوف تجد أن مجرى الزمن الهندوسي سيتوقف ليكون للهندوسيين ومجرى المسلمين سيتوقف ليكون للمسلمين، ليس بالمعنى الديني لأن هذا هو الإيمان الشخصي لكل فرد ولكن بالمعنى السياسي كمواطنين في الدولة.. هذا البيان للجناح هو كون خلاف كبير منذ ذلك الحين وهذه الرؤية لباكستان التي لن تطبق الشريعة الإسلامية خلافا لتصور إقبال، ثم أنه استجوب بعد وقت قصير من الاستقلال.

## معرض صور

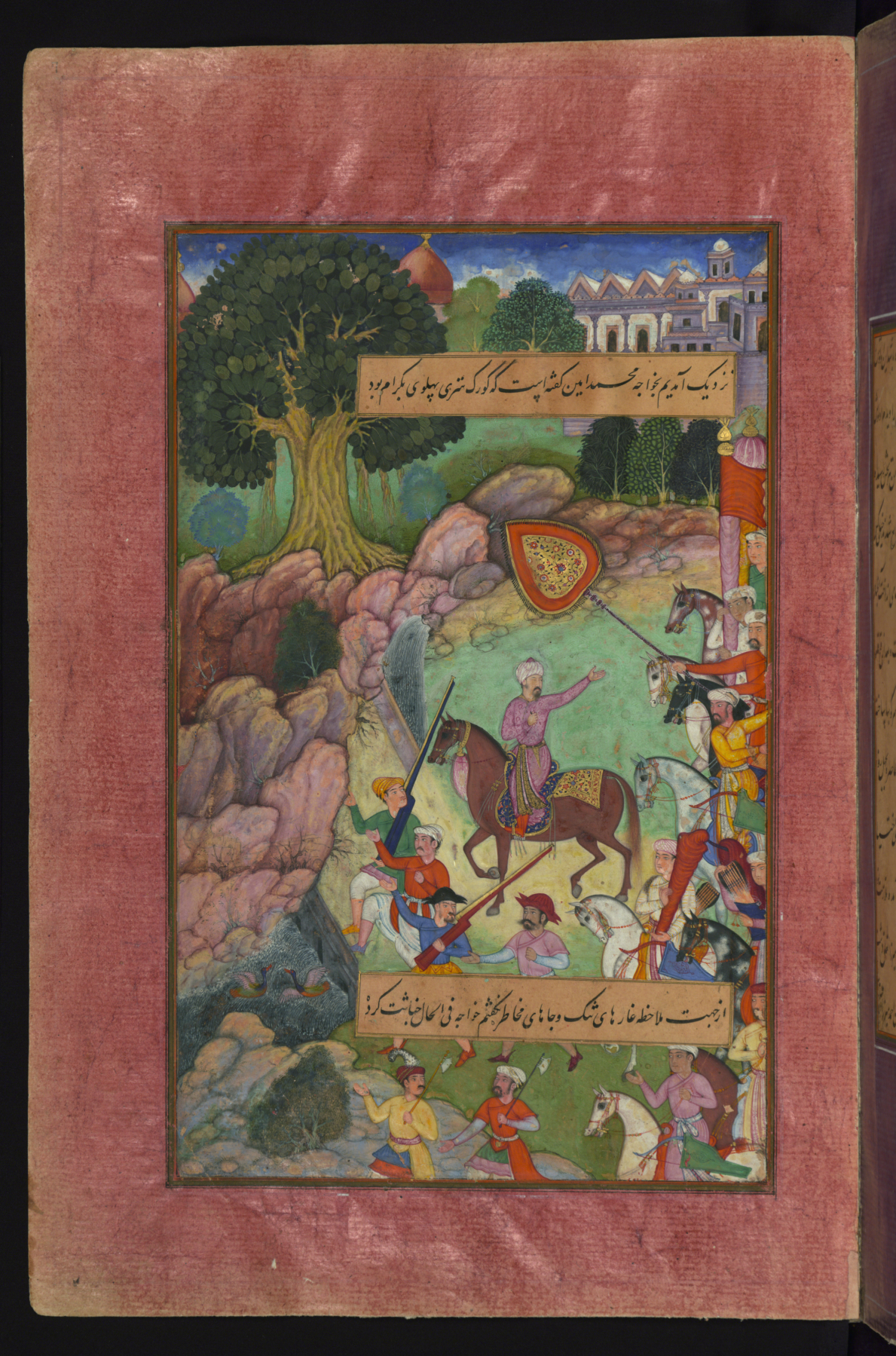
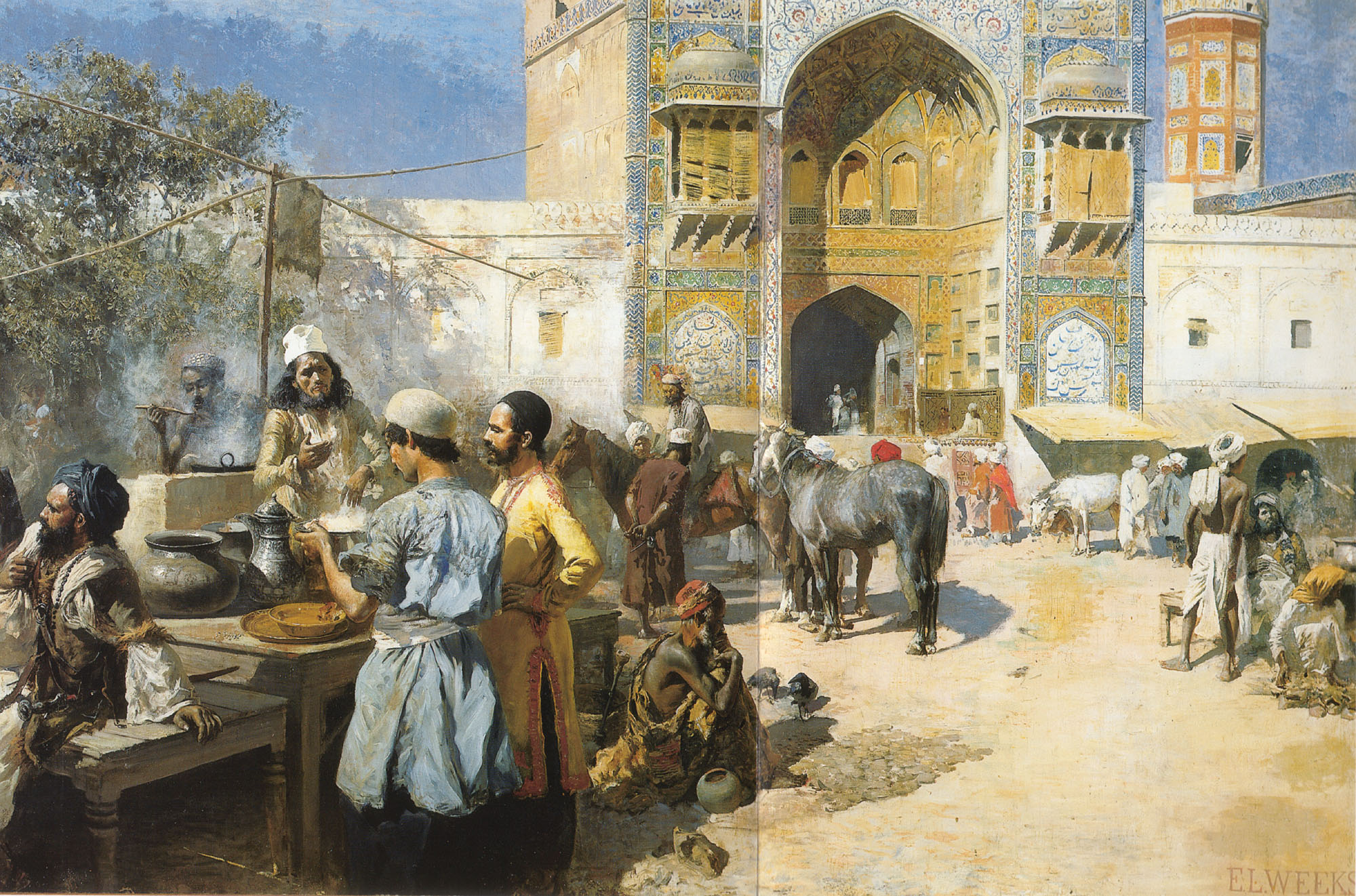
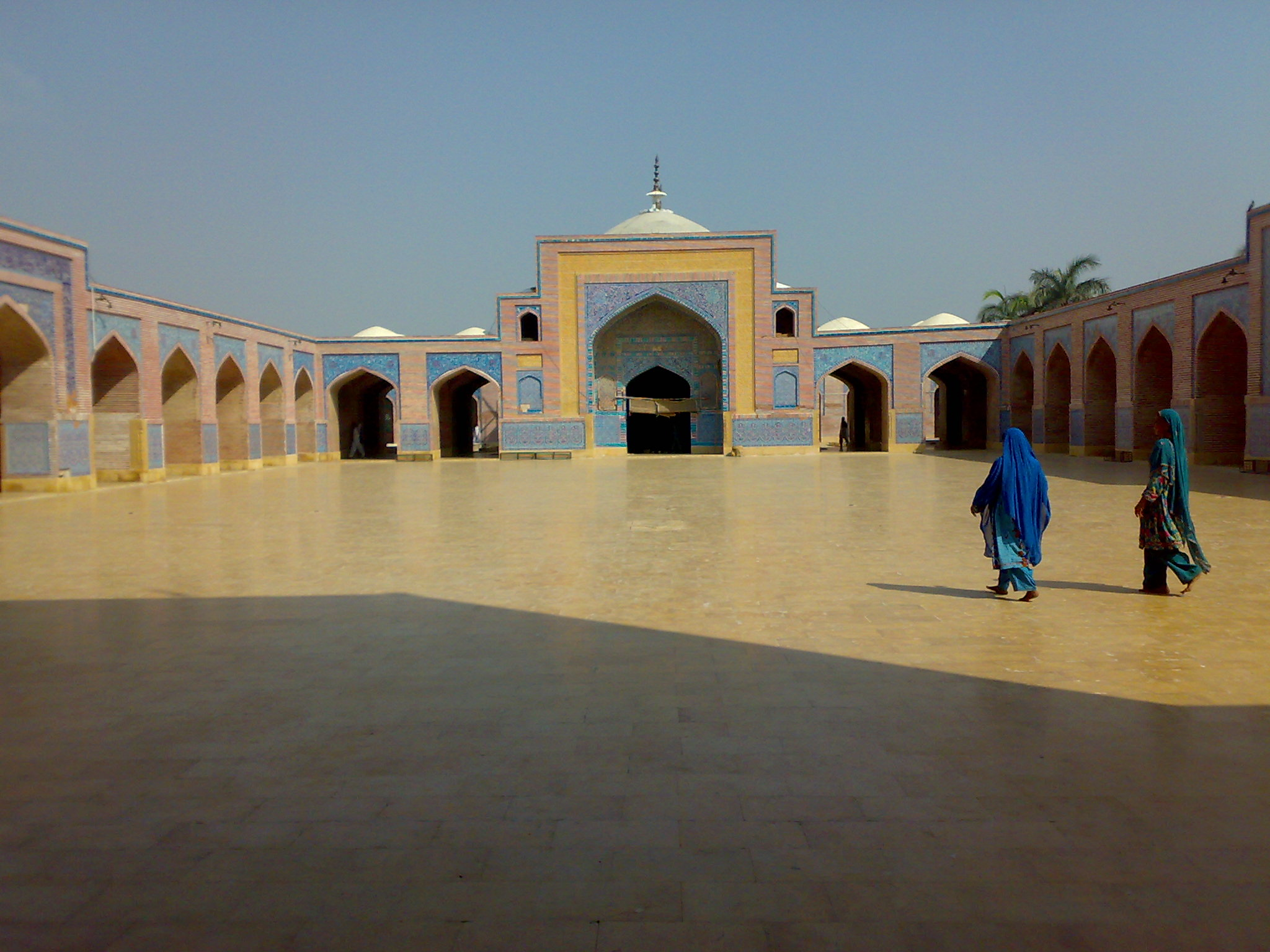